# R-18 (Montenegro)
De R-18 of Regionalni Put 18 is een regionale weg in Montenegro. De weg loopt van Mioska via Boan naar Tušina en is 33 kilometer lang.